# Église Notre-Dame de Dammartin-en-Goële
La collégiale Notre-Dame de Dammartin-en-Goële est une ancienne collégiale située à Dammartin-en-Goële en Seine-et-Marne. Elle est classée au titre des monuments historiques en 1939.

## Historique
En 1480, Antoine de Chabannes, compagnon de Jeanne d'Arc, rachète les ruines de l'église, dont la première mention date de 1085 et la fait reconstruire en totalité, car les premiers éléments architecturaux de l'église actuelle ne peuvent être datés que du XIIIe siècle. En 1488, elle est érigée en collégiale. En 1632, on supprime les tombeaux des personnages inhumés autour d'Antoine de Chabannes. En 1768, un orgue et sa tribune sont mis en place. En 1792, Jean Baptiste Delambre utilise le nouveau clocher de la collégiale Notre-Dame reconstruit en 1863 afin d'effectuer des travaux géodésiques ; celui-ci devait mesurer un arc de méridien et déterminer la longueur du mètre. La collégiale est vendue en 1872. La vétusté de la construction nécessite de procéder à la destruction de l'édifice à l'exception du clocher et de la porte. La reconstruction a lieu en 1902 à partir des plans de l'architecte Defortrie.
Le précédent édifice, à deux nefs, fut réaménagé au cours du XVIIIe siècle avec un décor intérieur de qualité exceptionnelle. Le clocher-porche, haut d'une cinquantaine de mètres, fut démoli en 1813 et par la suite fut remplacé en 1863 par le clocher que l'on peut admirer de nos jours
Donc en 1480, Antoinne de Chabannes qui est à l'époque le compagnon de sainte Jeanne d'Arc, décide de racheter les ruines de l'église pour ensuite la faire reconstruire.
On peut admirer son portail flamboyant et son maître-autel du XVIIe siècle, le mausolée d'Antoine de Chabannes sculpté durant le XVIe siècle et en 1904 ainsi que la grille en fer forgée de Coquet datant de 1750.
Ancienne chapelle du XIIIe siècle, elle a été reconstruite en 1480 par Antoine de Chabannes. Ce compagnon de Jeanne d'Arc qui est ancien capitaine "d'écorcheurs", est condamné à mort en 1463 à la suite d'un procès expéditif justifié par le rôle qu'il a joué auprès du défunt roi Charles VII dans le conflit qui l'a opposé au dauphin. Louis XI commue sa peine en détention à la Bastille. Antoine de Chabannes s'en évade en 1465. D'après la légende, après avoir fait un vœu à la Vierge Marie selon lequel il devait lui ériger un temple et y fonder un office canonial.
L'église est consacrée collégiale en 1488, des travaux intérieurs en 1632 (qui consistent en la suppression des tombeaux des personnages inhumés autour d'Antoine de Chabannes, ainsi qu'en la réalisation d'un dallage en dalles de liais, boiseries, stalles, maître-autel redessiné, retable). Par la suite en 1750, mise en place de la grille de fer forgé qui sépare la nef du chœur et par la suite en 1768, mise en place d'un orgue et de sa tribune. En 1792, la collégiale est vendue comme un bien national, des mesures de sauvegardes de l'édifice au cours du XIXe siècle. En 1873, l'état de détérioration causé par le temps entraîna la décision de démolir l'église. Ne sont conservés que le portail et le clocher, puis vient la construction de la sacristie en 1875. Et pour finir il y a eu la reconstruction de l'église en 1902, à partir des plans de l'architecte Defortrie.
La collégiale Notre-Dame est classée monument historique depuis 1939.